# The Bite Down Hard Demo Sessions
The Bite Down Hard Demo Sessions è una raccolta dei Britny Fox uscita l'11 dicembre 2002 per l'Etichetta discografica Britny Fox Records.
Il disco contiene le versioni demo dell'album Bite Down Hard (1991), con l'aggiunta di alcuni brani inediti irrealizzati, e alcune cover come "Riff Raff" degli AC/DC, "Sweet Hitchhiker" dei Creedence Clearwater Revival, e "Stone Cold Crazy" dei Queen.

## Tracce
1. Six Guns Loaded (Paris, Smith)
2. Black and White (Childs, Dee, Paris, Smith)
3. Louder (Childs, Paris)
4. Sex't In Line
5. See You On Me
6. Shot from my Gun (Paris, Smith)
7. Liar (Childs, Paris)
8. Ready
9. Feel It
10. Lonely too Long (Paris, Smith)
11. Over and Out (Childs, Paris)
12. Stay With Me
13. Riff Raff (Young, Young, Scott) (AC/DC Cover)
14. Sweet Hitch-Hiker (Fogerty) (Creedence Clearwater Revival Cover)
15. Stone Cold Crazy (Deacon, May, Mercury, Taylor) (Queen Cover)
16. Take Me
17. Turn On
18. Again
19. More Than Your Mouth Can Hold
20. Traccia Nascosta ("Great Balls of Fire" Jerry Lee Lewis Cover)
21. Traccia Nascosta
22. Traccia Nascosta

## Formazione
- Tommy Paris - voce, chitarra
- Michael Kelly Smith – chitarra
- Billy Childs – basso
- Johnny Dee - batteria